# NGC 706
NGC 706 è una galassia a spirale situata nella costellazione dei Pesci, a una distanza di circa 226 milioni di anni luce dalla nostra Via Lattea.

## Scoperta
La galassia è stata scoperta il 30 settembre 1786 dall'astronomo britannico di origine tedesca William Herschel.

## Descrizione
NGC 706 ha una classe di luminosità II-III e presenta una larga riga a 21 cm dell'idrogeno neutro.

## Supernova
Il 21 agosto 2001, all'interno di NGC 706 è stata scoperta la supernova SN 2001ed dall'astronomo amatoriale italiano Marco Migliardi. La supernova è stata classificata di tipo Ia.

## Gruppo di NGC 741
NGC 706 fa parte del Gruppo di NGC 741. Questo piccolo gruppo di galassie comprende almeno tre galassie: NGC 706, NGC 741 e UGC 1395, indicata anche come 0152+0621 (CGCG 0152.7+0621) nell'articolo di Abraham Mahtessian.